# 奧赫里德市鎮

奧赫里德市鎮在北馬其頓的位置

奧赫里德市鎮是北馬其頓的一個市镇，行政中心为奥赫里德，属于西南统计区，總面積389.93平方公里，2002年人口55,749。
該市镇北面和西面是德巴尔察市镇，東臨雷森市镇，東北面是代米尔希萨尔市镇。

## 外部連結
- 官方网站
- Ohrid municipality on a general macedonian information page （页面存档备份，存于）